# Thomas Carney
Thomas Carney (Contea di Delaware, 20 agosto 1824 – Leavenworth, 28 luglio 1888) è stato un politico statunitense, membro del Partito Repubblicano ed ex-governatore del Kansas.